# Colin McRae
Colin Steele McRae (Lanark, Escocia; 5 de agosto de 1968-ibidem, 15 de septiembre de 2007), fue un piloto británico de rally. Fue campeón del mundo en el año 1995, subcampeón en los años 1996, 1997 y 2001 y tercero en el año 1998. Colaboró en la consecución del título de constructores por parte de Subaru en los años 1995, 1996 y 1997 y por parte de Citroën en 2003. Fue hijo del también piloto Jimmy McRae, quien fuera cinco veces campeón del Campeonato Británico y hermano mayor del también piloto mundialista Alister McRae. 
Fue nombrado miembro de la Orden del Imperio Británico por la reina Isabel II en 1996. Militó en los equipos Subaru, Citroën y Ford a lo largo de 146 carreras de rally, de las cuales ganó 25 y finalizó en el podio en 42 ocasiones. En algunos momentos se le llamó "Colin Mcrash" por su facilidad en estampar los coches con los que competía.
Falleció en 2007 en un trágico accidente de helicóptero, cerca de su ciudad natal Lanark junto a su hijo mayor, Johnny, dos amigos, Graeme Duncan y un amigo de Johnny, Ben Porcelli.

## Trayectoria

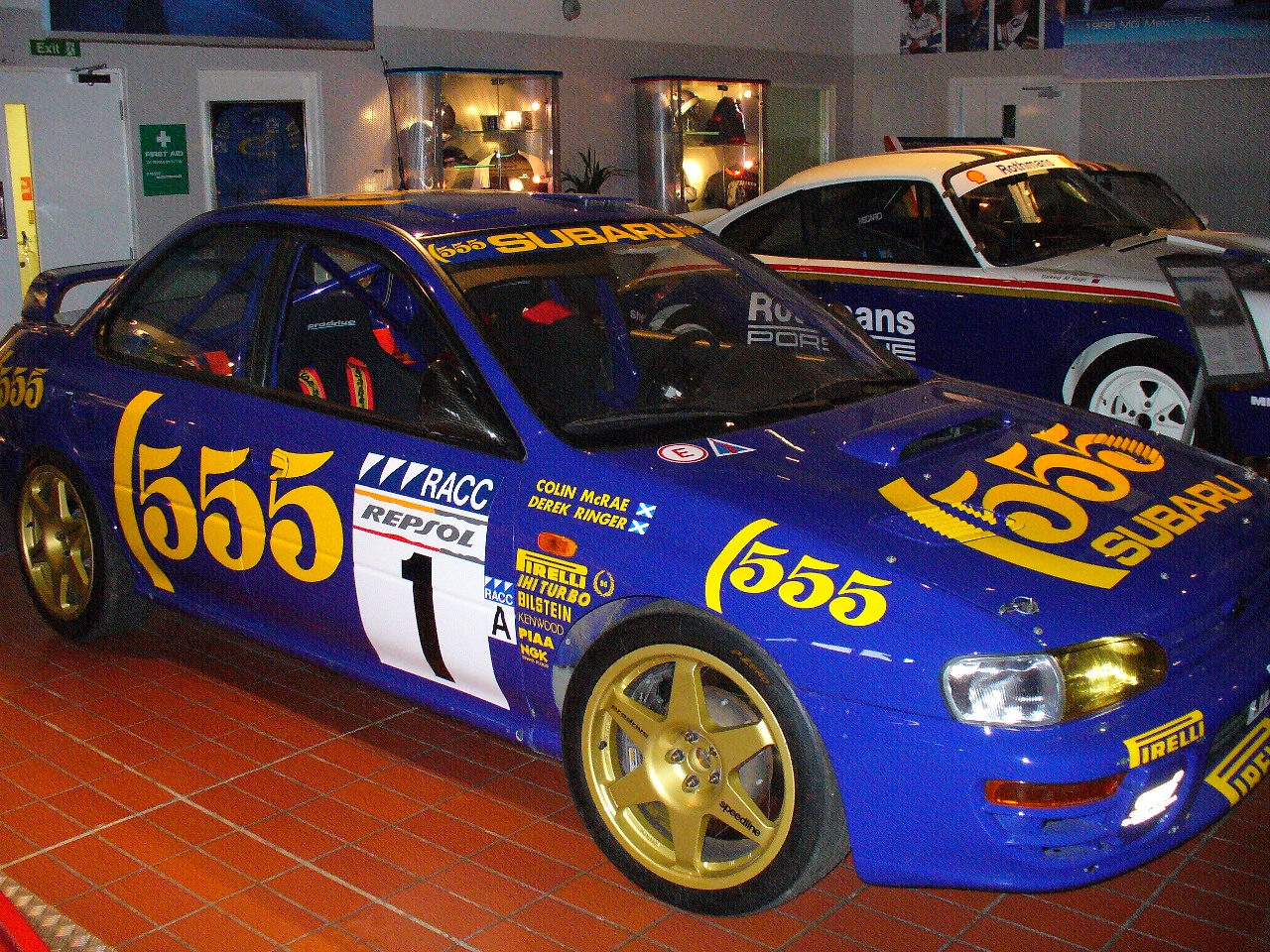
McRae ganó el campeonato 1995 del Campeonato Mundial de Rally en su Subaru Impreza 555.

McRae comenzó su carrera de Rallys en 1986, pilotando un Talbot Sunbeam. Como competidor regular del Campeonato de Rally de Escocia, pronto se hizo un nombre por su velocidad y excitante estilo de conducir. Su forma de conducir le llevó a ser comparado con Ari Vatanen, el famoso piloto de rally finlandés, a quien McRae admiraba. Pronto progresó en un Vauxhall Nova y de ahí cambió a un Ford Sierra XR 4x4. Su primera aparición en un WRC fue en 1987, en el Rally de Suecia, pilotando un Nova. Más tarde, en 1989, terminó quinto en el Rally de Nueva Zelanda con su Sierra Cosworth. En 1991, McRae se unió a Subaru para el Campeonato Británico de Rally. Fue campeón británico en 1991 y 1992, graduándose como piloto oficial en la marca Subaru.
McRae ganó su primer rally en el Campeonato Mundial de Rally de 1993, en el Subaru Legacy preparado por Prodrive en el Rally de Nueva Zelanda, siendo ésta la primera victoria para el recién formado equipo oficial de Subaru. Así fue la creciente carrera de este equipo, mientras competía con los entonces poderosos Toyotas, ayudado por la posterior exclusión de ese equipo después del Rally de España en 1995. Fue en ese año cuando McRae ganó su primer campeonato mundial, tras el Rally de Gran Bretaña, después de una fuerte competencia contra su compañero de equipo Carlos Sainz, quien terminó en segundo puesto. Posteriormente, aunque ganaba carreras individuales del campeonato, incluyendo pruebas más especializadas como el Rally de Grecia, el Safari Rally y el Rally de Córcega, McRae no pudo superar a Tommi Mäkinen en 1996 y 1997, quedando como subcampeón en ambos años. Sin embargo, con su desempeño, ayudó a Subaru a conseguir tres títulos consecutivos de constructores. En la que sería su última temporada con el equipo, en 1998, McRae ganó tres carreras más del campeonato, terminando en tercer lugar absoluto y, además, ganó la Carrera de Campeones.

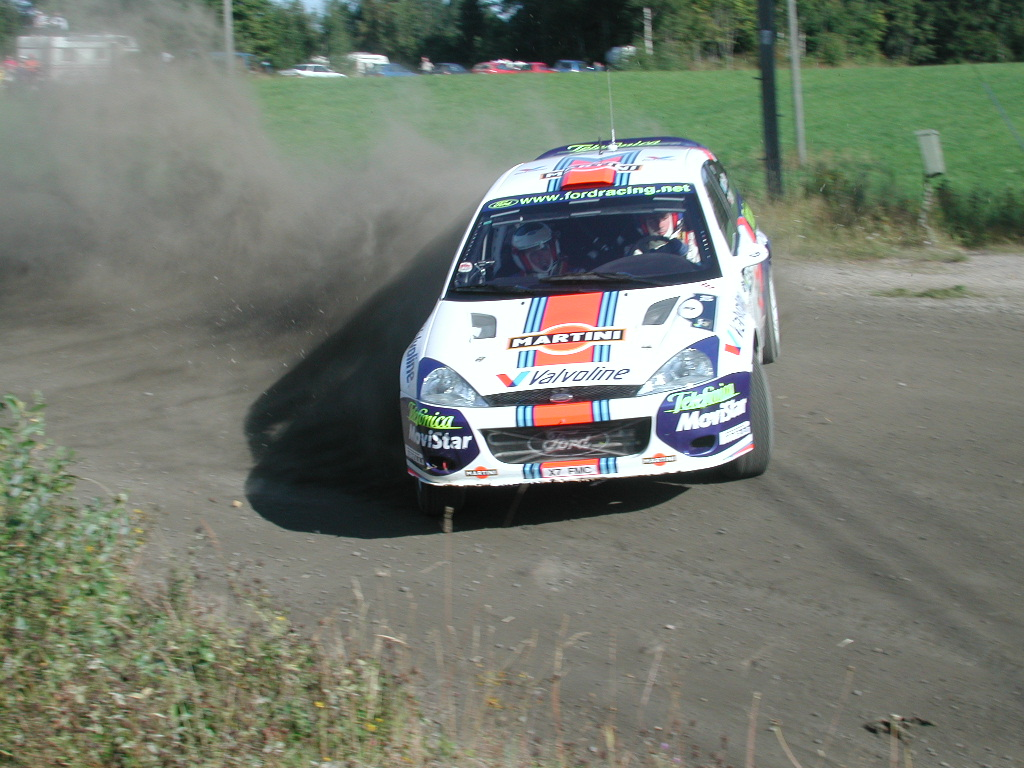
McRae en el Rally de Finlandia 2001 con el Ford Focus WRC

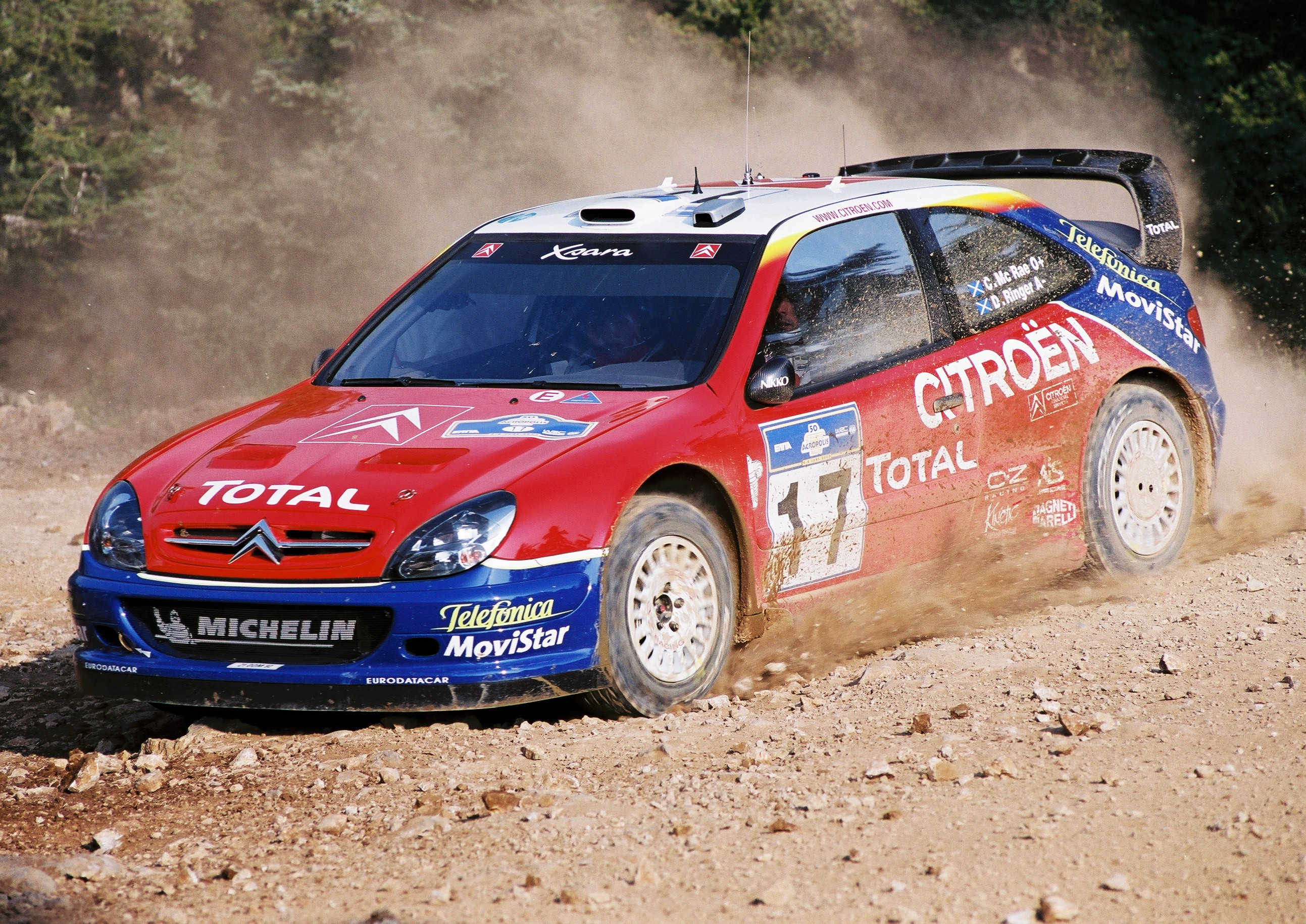
McRae con un Citroën Xsara WRC en el Rally Acrópolis de 2003.

Después de muchos años de éxito variable, McRae se cambia al equipo M-Sport Ford en la temporada de 1999, conduciendo el nuevo Ford Focus WRC. Este cambio le fue recompensado con dos victorias, en el Safari Rally y el Rally de Portugal. Con un desempeño variable durante la temporada, McRae finaliza en sexto lugar absoluto, con solo tres carreras puntuadas. En 2001, McRae llegó líder del mundial a la última prueba el Rally de Gran Bretaña, pero sufrió un fatal accidente cuando lideraba la prueba al golpear un agujero tras salirse de la carretera que le hizo abandonar el rally y quedar nuevamente subcampeón a tan solo dos puntos por detrás de Richard Burns.
Con la victoria en el Safari Rally en la temporada 2002, McRae rompió la marca de victorias del Campeonato Mundial de Rally, alcanzando 25 triunfos. Esta marca ha sido rota, desde entonces, solo por Carlos Sainz, Sébastien Loeb,  Marcus Grönholm y Sébastien Ogier.
En el Campeonato Mundial de 2003, McRae compitió con Citroën. Terminó en el puesto 7 de conductores, sin ninguna victoria. Su puesto lo ocupó Carlos Sainz en el equipo Citroën en la temporada 2004, mientras que por otra parte, Subaru eligió a Mikko Hirvonen como pareja de Petter Solberg para la misma temporada. McRae se quedó sin un lugar en el campeonato y decidió seguir otros intereses, participando en el Rally París Dakar y en las 24 Horas de Le Mans.

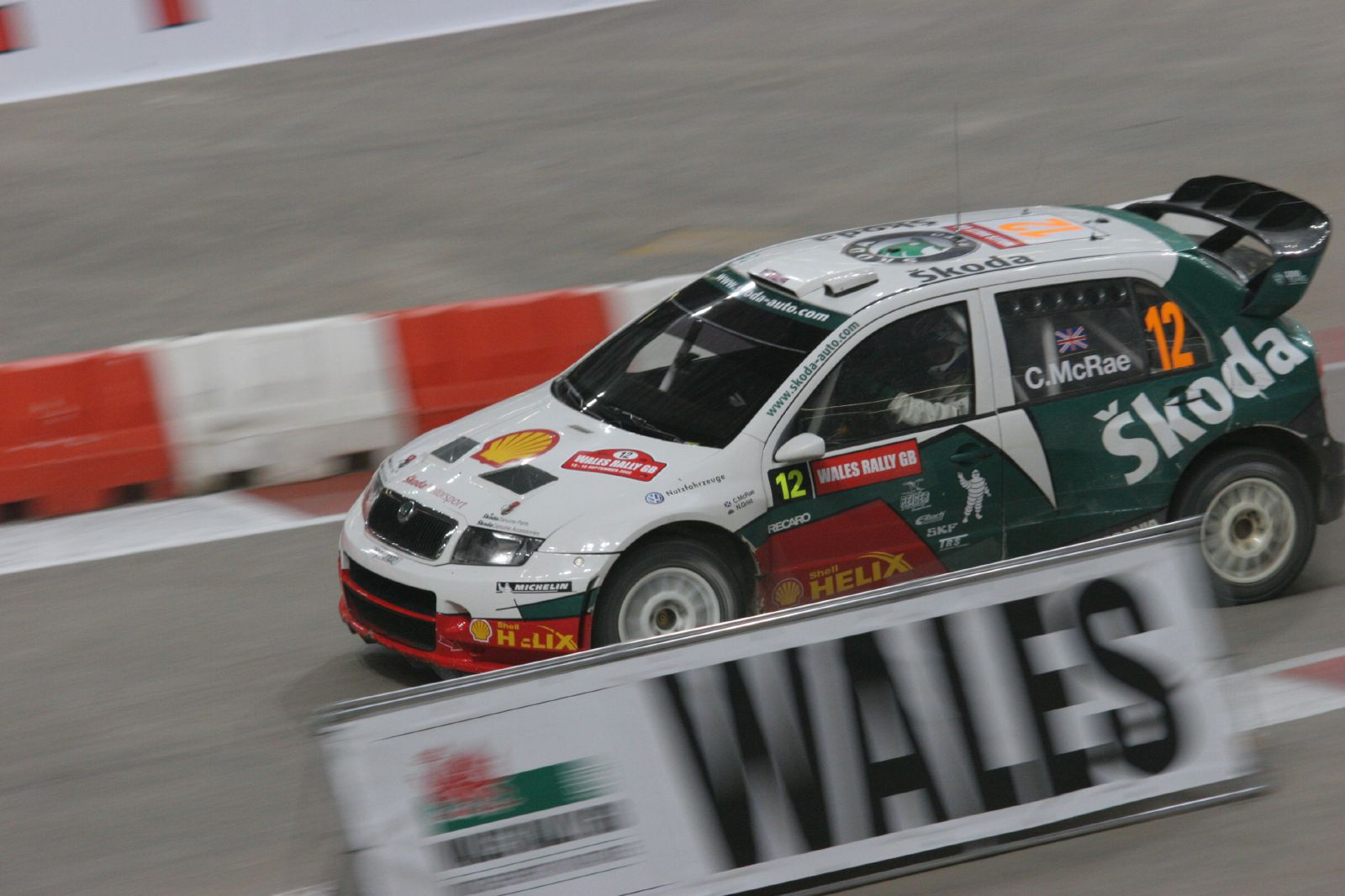
McRae condujo un Škoda Fabia WRC en el Millennium Stadium, Cardiff en la etapa super especial del año 2005 en el Rally de Gran Bretaña.

McRae volvió al Campeonato Mundial de Rally conduciendo para Škoda en la temporada 2005, en el Rally de Gran Bretaña y el Rally de Australia, terminando en séptimo en el primero y retirándose en el segundo, por un fallo mecánico, desvaneciéndose la esperanza del equipo de obtener su segundo podio, después del obtenido en el Safari Rally de 2001.
Entre sus útltimas participaciones, el 5 de agosto de 2006, McRae compitió para Subaru en el primer rally americano televisado en directo en Los Ángeles como parte de los X-Games. McRae chocó en la penúltima curva, dañando el frente y la rueda delantera izquierda, terminando en segundo lugar. Sin embargo, su última participación sería una sorpresiva inclusión en el equipo Kronos Citroën en el Rally de Turquía, en septiembre de 2006, donde reemplazó a Sébastien Loeb, quien se recuperaba de un accidente en bicicleta. McRae no pudo terminar, debido a un fallo mecánico, terminando fuera de los primeros diez lugares.
En agosto de 2007, McRae declaró estar buscando un lugar para la temporada 2008 del Campeonato Mundial, mencionando que "si no puedo la siguiente temporada, entonces no volveré, porque si estás mucho tiempo fuera de esto no se puede mantener el nivel".

## Vida personal
McRae estaba casado con Allison, y tenía dos hijos, Hollie y Johnny. McRae se mudó al Principado de Mónaco en 1995, en parte por la recomendación de su amigo David Coulthard. Sin embargo, debido al crecimiento de su joven familia, McRae comenzó a pasar más tiempo en su casa de Lanarkshire, aceptando la incomodidad de los altos impuestos escoceses. La familia vivía en una casa del siglo XVII, llamada Jerviswood House.
Su hermano Alister también es piloto profesional de rally, y ha disfrutado algunos triunfos, como el del Campeonato Británico de Rally en 1995.

### Muerte
Aproximadamente a las 16:10 del 15 de septiembre de 2007, un helicóptero Eurocopter AS350 registrado a nombre de McRae se estrelló a 1,6 km al norte de Lanark cerca de la casa de la familia McRae. El agente de McRae, Jean-Éric Freudiger, informó que McRae pilotaba el helicóptero en el momento del accidente, hecho que fue confirmado al día siguiente, cuando las autoridades informaron que McRae, su hijo mayor, Johnny, de cinco años, y dos amigos de la familia, Graeme Duncan y un amigo de Johnny, Ben Porcelli, habían muerto en el accidente.
El sitio web de McRae fue transformado en un obituario, con declaraciones de su padre, el también piloto de rally Jimmy McRae, y con un espacio para recibir mensajes de condolencia. En el Rally Acrópolis de 2011 se le hizo un homenaje con una exposición.
Se determinó que el accidente fue responsabilidad de McRae, que además su licencia para pilotar helicópteros estaba caducada, y volaba muy bajo y de manera imprudente, por lo que no pudo esquivar los árboles contra los que chocó en una maniobra de giro.

## Colin McRae Rally

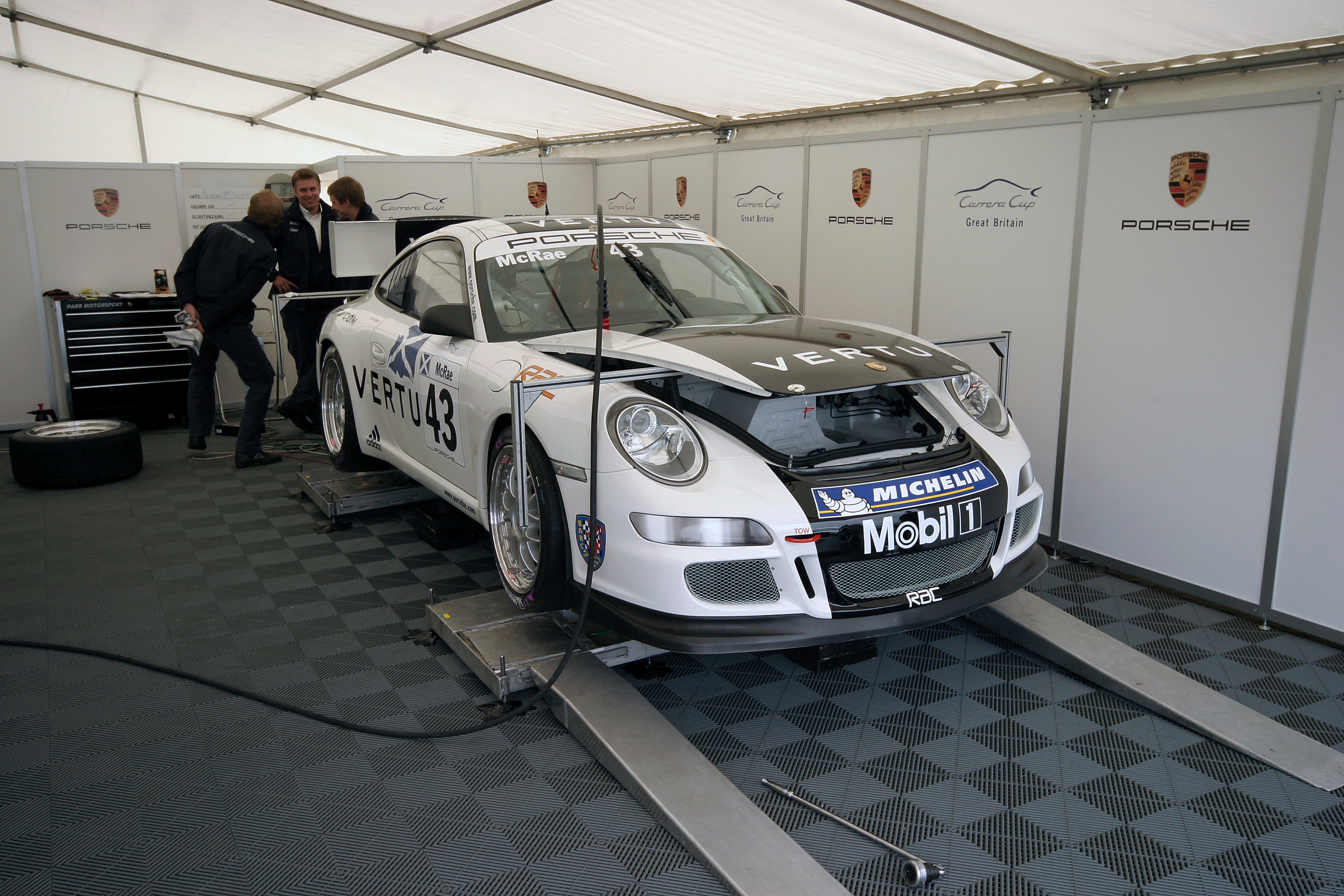
El Porsche 997 GT3 VERTU de Colin McRae en 2006.

El nombre de Colin McRae también fue popular en los videojuegos desde que en 1998 la compañía Codemasters lanzara la primera versión del juego Colin McRae Rally. Dos años después, apareció la segunda versión para la consola PlayStation y también para PC; una versión para la consola portátil Game Boy Advance fue presentada en 2002. Una tercera versión para PC y para Xbox tuvo mucha aceptación por los usuarios. Las versiones 04 y 2005 llegaron en 2004 para todas las plataformas y la 2005 fue adaptada para la PSP de Sony y para el N-Gage de Nokia. Colin McRae: DiRT fue el siguiente título, lanzado en 2007 para PC, Xbox 360 y PlayStation 3. Esta última fue presentada en el Reino Unido el 14 de septiembre, casualmente un día antes de la muerte de McRae. En diciembre de 2009, Codemasters lanzó su secuela, Colin McRae DiRT 2. El juego está disponible para PC, PlayStation 3 y Xbox 360, y en este aparecen estrellas como Travis Pastrana y Dave Mirra. En 2011 salió Dirt 3, ahora sin "Colin McRae" en su nombre, también para PC, PlayStation 3 y Xbox 360 y en 2015 salió Dirt Rally para PC, Xbox One y PlayStation 4. En 2017 salió DiRT 4 para PC, PlayStation 4 y Xbox One. En 2020 salió DiRT 5 para PC, PlayStation 4, PlayStation 5, Xbox One y Xbox Series X y S. Este el último lanzamiento hasta la fecha.

## Palmarés

### Títulos
| Año  | Título                           | Automóvil                                           |
| ---- | -------------------------------- | --------------------------------------------------- |
| 1988 | Campeón de Rally de Escocia      | (Utilizó 4 coches diferentes durante el campeonato) |
| 1991 | Campeón de Rally del Reino Unido | Subaru Legacy                                       |
| 1992 | Campeón de Rally del Reino Unido | Subaru Legacy                                       |
| 1995 | Campeón Mundial de Rally         | Subaru Impreza 555                                  |

### Victorias en el Campeonato Mundial de Rally
| N.º | Temporada | Evento                         | Copiloto     | Coche              |
| --- | --------- | ------------------------------ | ------------ | ------------------ |
| 1   | 1993      | 23.er Rally de Nueva Zelanda   | Derek Ringer | Subaru Legacy RS   |
| 2   | 1994      | 24º Rally de Nueva Zelanda     | Derek Ringer | Subaru Impreza     |
| 3   | 1994      | 50.º Rally de Gran Bretaña     | Derek Ringer | Subaru Impreza     |
| 4   | 1995      | 25º Rally de Nueva Zelanda     | Derek Ringer | Subaru Impreza     |
| 5   | 1995      | 51.er Rally de Gran Bretaña    | Derek Ringer | Subaru Impreza     |
| 6   | 1996      | 43.er Rally Acrópolis          | Derek Ringer | Subaru Impreza     |
| 7   | 1996      | 38.º Rally de San Remo         | Derek Ringer | Subaru Impreza     |
| 8   | 1996      | 32º Rally Cataluña-Costa Brava | Derek Ringer | Subaru Impreza     |
| 9   | 1997      | 45.º Rally Safari              | Nicky Grist  | Subaru Impreza WRC |
| 10  | 1997      | 41.er Rally de Córcega         | Nicky Grist  | Subaru Impreza WRC |
| 11  | 1997      | 39.º Rally de San Remo         | Nicky Grist  | Subaru Impreza WRC |
| 12  | 1997      | 10º Rally de Australia         | Nicky Grist  | Subaru Impreza WRC |
| 13  | 1997      | 53.er Rally de Gran Bretaña    | Nicky Grist  | Subaru Impreza WRC |
| 14  | 1998      | 31.er Rally de Portugal        | Nicky Grist  | Subaru Impreza WRC |
| 15  | 1998      | 42.º Rally de Córcega          | Nicky Grist  | Subaru Impreza WRC |
| 16  | 1998      | 45.º Rally Acrópolis           | Nicky Grist  | Subaru Impreza WRC |
| 17  | 1999      | 47.º Rally Safari              | Nicky Grist  | Ford Focus WRC     |
| 18  | 1999      | 32º Rally de Portugal          | Nicky Grist  | Ford Focus WRC     |
| 19  | 2000      | 36º Rally Cataluña-Costa Brava | Nicky Grist  | Ford Focus WRC     |
| 20  | 2000      | 47.º Rally Acrópolis           | Nicky Grist  | Ford Focus WRC     |
| 21  | 2001      | 21.er Rally de Argentina       | Nicky Grist  | Ford Focus WRC     |
| 22  | 2001      | 29º Rally de Chipre            | Nicky Grist  | Ford Focus WRC     |
| 23  | 2001      | 48.º Rally Acrópolis           | Nicky Grist  | Ford Focus WRC     |
| 24  | 2002      | 49.º Rally Acrópolis           | Nicky Grist  | Ford Focus WRC     |
| 25  | 2002      | 50.º Rally Safari              | Nicky Grist  | Ford Focus WRC     |

Medalla de plata en los X-Games estadounidenses en el año 2006

### Resultados completos WRC
| Año  | Equipo                          | Automóvil                   | 1       | 2       | 3       | 4       | 5       | 6       | 7       | 8       | 9       | 10      | 11      | 12      | 13      | 14      | Pos. | Puntos |
| ---- | ------------------------------- | --------------------------- | ------- | ------- | ------- | ------- | ------- | ------- | ------- | ------- | ------- | ------- | ------- | ------- | ------- | ------- | ---- | ------ |
| 1987 | Colin McRae                     | Vauxhall Nova               | SWE 36  |         |         |         |         |         |         |         |         |         |         |         |         |         | -    | 0      |
| 1987 | British Junior Rally Team       | Vauxhall Nova               |         | GBR Ret |         |         |         |         |         |         |         |         |         |         |         |         | -    | 0      |
| 1988 | Peugeot Talbot Sport            | Peugeot 205 GTI             | GBR Ret |         |         |         |         |         |         |         |         |         |         |         |         |         | -    | 0      |
| 1989 | Colin McRae                     | Ford Sierra XR 4x4          | SWE 15  |         |         |         |         |         |         |         |         |         |         |         |         |         | 34º  | 8      |
| 1989 | Gary Smith Motorsport           | Ford Sierra RS Cosworth     |         | NZL 5   |         |         |         |         |         |         |         |         |         |         |         |         | 34º  | 8      |
| 1989 | R.E.D.                          | Ford Sierra RS Cosworth     |         |         | GBR Ret |         |         |         |         |         |         |         |         |         |         |         | 34º  | 8      |
| 1990 | Shell UK Oil                    | Ford Sierra RS Cosworth 4x4 | GBR 6   |         |         |         |         |         |         |         |         |         |         |         |         |         | 34º  | 6      |
| 1991 | Subaru Rally Team Europe        | Subaru Legacy RS            | GBR Ret |         |         |         |         |         |         |         |         |         |         |         |         |         | -    | 0      |
| 1992 | Subaru Rally Team Europe        | Subaru Legacy RS            | SWE 2   | GRC 4   | NZL Ret | FIN 8   | GBR 6   |         |         |         |         |         |         |         |         |         | 8º   | 34     |
| 1993 | 555 Subaru World Rally Team     | Subaru Legacy RS            | SWE 3   | POR 7   |         | FRA 5   | GRC Ret | NZL 1   | AUS 6   | GBR Ret |         |         |         |         |         |         | 5º   | 50     |
| 1993 | Subaru M.S.G.                   | Subaru Vivio Sedan 4WD      |         |         | KEN Ret |         |         |         |         |         |         |         |         |         |         |         | 5º   | 50     |
| 1994 | 555 Subaru World Rally Team     | Subaru Impreza 555          | MON 10  | POR Ret |         | FRA Ret | GRC Ret | ARG Ret | NZL 1   |         | ITA 5   | GBR 1   |         |         |         |         | 4º   | 49     |
| 1995 | 555 Subaru World Rally Team     | Subaru Impreza 555          | MON Ret | SWE Ret | POR 3   | FRA 5   | NZL 1   | AUS 2   | ESP 2   | GBR 1   |         |         |         |         |         |         | 1º   | 90     |
| 1996 | 555 Subaru World Rally Team     | Subaru Impreza 555          | SWE 3   | KEN 4   | IDN Ret | GRC 1   | ARG Ret | FIN Ret | AUS 4   | ITA 1   | ESP 1   |         |         |         |         |         | 2º   | 92     |
| 1997 | 555 Subaru World Rally Team     | Subaru Impreza WRC 97       | MON Ret | SWE 4   | KEN 1   | POR Ret | ESP 4   | FRA 1   | ARG 2   | GRC Ret | NZL Ret | FIN Ret | IDN Ret | ITA 1   | AUS 1   | GBR 1   | 2º   | 62     |
| 1998 | 555 Subaru World Rally Team     | Subaru Impreza WRC 98       | MON 3   | SWE Ret | KEN Ret | POR 1   | ESP Ret | FRA 1   | ARG 5   | GRC 1   | NZL 5   | FIN Ret | ITA 3   | AUS 4   | GBR Ret |         | 3º   | 45     |
| 1999 | Ford Motor Co                   | Ford Focus WRC              | MON DSQ | SWE Ret | KEN 1   | POR 1   | ESP Ret | FRA 4   | ARG Ret | GRC Ret | NZL Ret | FIN Ret | CHN Ret | ITA Ret | AUS Ret | GBR Ret | 6º   | 23     |
| 2000 | Ford Motor Co                   | Ford Focus RS WRC 00        | MON Ret | SWE 3   | KEN Ret | POR Ret | ESP 1   | ARG Ret | GRC 1   | NZL 2   | FIN 2   | CYP 2   | FRA Ret | ITA 6   | AUS Ret | GBR Ret | 4º   | 43     |
| 2001 | Ford Motor Co                   | Ford Focus RS WRC 01        | MON Ret | SWE 9   | POR Ret | ESP Ret | ARG 1   | CYP 1   | GRC 1   | KEN Ret | FIN 3   | NZL 2   | ITA 8   | FRA 11  | AUS 5   | GBR Ret | 2º   | 42     |
| 2002 | Ford Motor Co                   | Ford Focus RS WRC 02        | MON 4   | SWE 6   | FRA Ret | ESP 6   | CYP 6   | ARG 3   | GRC 1   | KEN 1   | FIN Ret | GER 4   | ITA 8   | NZL Ret | AUS Ret | GBR 5   | 4º   | 35     |
| 2003 | Citroën Total                   | Citroën Xsara WRC           | MON 2   | SWE 5   | TUR 4   | NZL Ret | ARG Ret | GRC 8   | CYP 4   | GER 4   | FIN Ret | AUS 4   | ITA 6   | FRA 5   | ESP 9   | GBR 4   | 7º   | 45     |
| 2005 | Škoda Motorsport                | Škoda Fabia WRC             | GBR 7   | AUS Ret |         |         |         |         |         |         |         |         |         |         |         |         | 22º  | 2      |
| 2006 | Kronos Citroën World Rally Team | Citroën Xsara WRC           | TUR Ret |         |         |         |         |         |         |         |         |         |         |         |         |         | -    | 0      |

### Rally Dakar
| Año     | Clase  | Vehículo | Posición | Victorias en etapa |
| ------- | ------ | -------- | -------- | ------------------ |
| 2004    | Coches | Nissan   | 20.º     | 2                  |
| 2005    | Coches | Nissan   | Ret.     | 2                  |
| Fuente: |        |          |          |                    |

| Predecesor: Didier Auriol | Campeón Mundial de Rally 1995 | Sucesor: Tommi Mäkinen |